# Салей, Иван Семёнович
Иван Семёнович Салей — советский хозяйственный и государственный деятель, Герой Социалистического Труда.

## Биография
Родился в 1931 году в деревне Ровки. Член КПСС.
В 1956—1979 — плотник, бригадир комплексной бригады строительного треста № 11 Министерства строительства Белорусской ССР.
В 1979—1992 — бригадир комплексной бригады строительного управления № 151 строительно-монтажного треста 30 Министерства промышленного строительства Белорусской ССР.
Указом Президиума Верховного Совета СССР от 5 апреля 1971 года присвоено звание Героя Социалистического Труда с вручением ордена Ленина и золотой медали «Серп и Молот».
Делегат XXIV съезда КПСС.
Умер в 2012 году в Гродно.

## Награды и звания
- Герой Социалистического Труда (05.04.1971)
- Орден Ленина (05.04.1971)
- Орден Трудового Красного Знамени (11.08.1966)